# Uromyias
Uromyias es un género de aves paseriformes perteneciente a la familia Tyrannidae que agrupa a dos especies nativas de América del Sur, donde se distribuyen principalmente a lo largo de la cordillera de los Andes y tierras adyacentes, desde el extremo oeste de Venezuela hasta el sureste de Perú. A sus miembros se les conoce por el nombre común de cachuditos o toritos.

## Etimología
El nombre genérico femenino «Uromyias» se compone de las palabras del griego «oura» que significa ‘cola’, y «muia, muias» que significa ‘mosca’.

## Características
Las aves de este género son dos distinguidos pequeños tiránidos que habitan bosques andinos de altitud, principalmente entre los 2600 y los 3500 m s. n. m. Miden alrededor de 13 cm de longitud; ambos exhiben cristas largas, lisas y recostadas, alas lisas y colas largas. Son parientes muy cercanos de los cachuditos del género Anairetes.

## Lista de especies
Según las clasificaciones del Congreso Ornitológico Internacional (IOC) y Clements Checklist/eBird, agrupa a las especies siguientes, con el respectivo nombre común de acuerdo con la Sociedad Española de Ornitología (SEO):
| Imagen | Nombre científico | Autor                | Nombre común   | Estado de conservación | Distribución |
| ------ | ----------------- | -------------------- | -------------- | ---------------------- | ------------ |
|        | Uromyias agilis   | (P.L. Sclater, 1856) | cachudito ágil | LC                     |              |
|        | Uromyias agraphia | Chapman, 1919        | cachudito liso | LC                     |              |

## Taxonomía
Las especies U. agilis y U. agraphia han sido colocadas tradicionalmente en su propio género con base en características morfológicas y vocales. Los datos genéticos presentados por Roy et al (1999) justificaron incluir Uromyias en Anairetes. Sin embargo, esta tesis fue refutada por DuBay & Witt (2012) que justificaron resucitar Uromyias, lo que fue validado por el Comité de Clasificación de Sudamérica (SACC) mediante la aprobación de la Propuesta N° 525 de junio de 2012, lo que fue seguido por las principales clasificaciones.
Los amplios estudios genético-moleculares realizados por Tello et al (2009) descubrieron una cantidad de relaciones novedosas dentro de la familia Tyrannidae que todavía no están reflejadas en la mayoría de las clasificaciones. Siguiendo estos estudios, Ohlson et al. (2013) propusieron dividir Tyrannidae en 5 familias. Según el ordenamiento propuesto, Anairetes  y Uromyias permanecen en Tyrannidae, en una subfamilia Elaeniinae Cabanis & Heine, 1859-60, en una tribu Elaeniini Cabanis & Heine, 1859-60, junto a Elaenia, Tyrannulus, Myiopagis, Suiriri, Capsiempis, parte de Phyllomyias, Phaeomyias, Nesotriccus, Pseudelaenia, Mecocerculus leucophrys, Serpophaga, Polystictus, Culicivora y Pseudocolopteryx.